# Licinio de Angers
Licinio de Angers († verso 610) o Licinius, conde de Anjou (587-592), después obispo de Angers (592-610).
Es un santo cristiano celebrado el 13 de febrero, y localmente el 1 de noviembre.

## Historia y tradición
Construyó una basílica funeraria para su uso personal y, después de un milagro, la Iglesia de la Santa Cruz cerca del recinto antiguo de Angers.
Descubridor de la esquistosidad de la pizarra, está en el origen de la explotación de la pizarra y es el santo patrón de la pizarreros.